# Sebastes thompsoni
Sebastes thompsoni is een straalvinnige vissensoort uit de familie van schorpioenvissen (Sebastidae). De wetenschappelijke naam van de soort is voor het eerst geldig gepubliceerd in 1925 door Jordan & Hubbs.